# Mras-Sou
Le Mras-Sou (en russe : Мрас-Су), encore appelé Akmras (Mras blanc) est une rivière de Russie qui coule dans l'oblast de Kemerovo en Sibérie occidentale. C'est un affluent du Tom en rive gauche, donc un sous-affluent de l'Ob.

## Géographie
Le Mras-Sou prend naissance sur le versant nord-ouest des Monts Saïan occidentaux, dans les montagnes d'Abakan, formant la frontière sud de la dépression du Kouznetsk, laquelle héberge le bassin houiller du Kouzbass. Se dirigeant vers le nord, il traverse ensuite la Chorie montagneuse (pays du peuple Chor). Rivière de montagne, elle y coule dans une profonde vallée. Son cours comporte de nombreux méandres et rapides.
Après un parcours souvent pittoresque de 338 kilomètres, il se jette dans le Tom en rive gauche à Myski (altitude 223 mètres), ville située sur le Tom, à 30 kilomètres en aval de Mejdouretchensk et à 60 kilomètres en amont de Novokouznetsk.
Le Mras-Sou est habituellement pris par les glaces à partir de la mi-novembre, jusqu'à la fin du mois d'avril.
La rivière est appréciée des touristes qui y pratiquent notamment le rafting.
Mise à part la ville de Myski, la rivière ne baigne aucune ville importante.

## Hydrométrie - Les débits à Myski

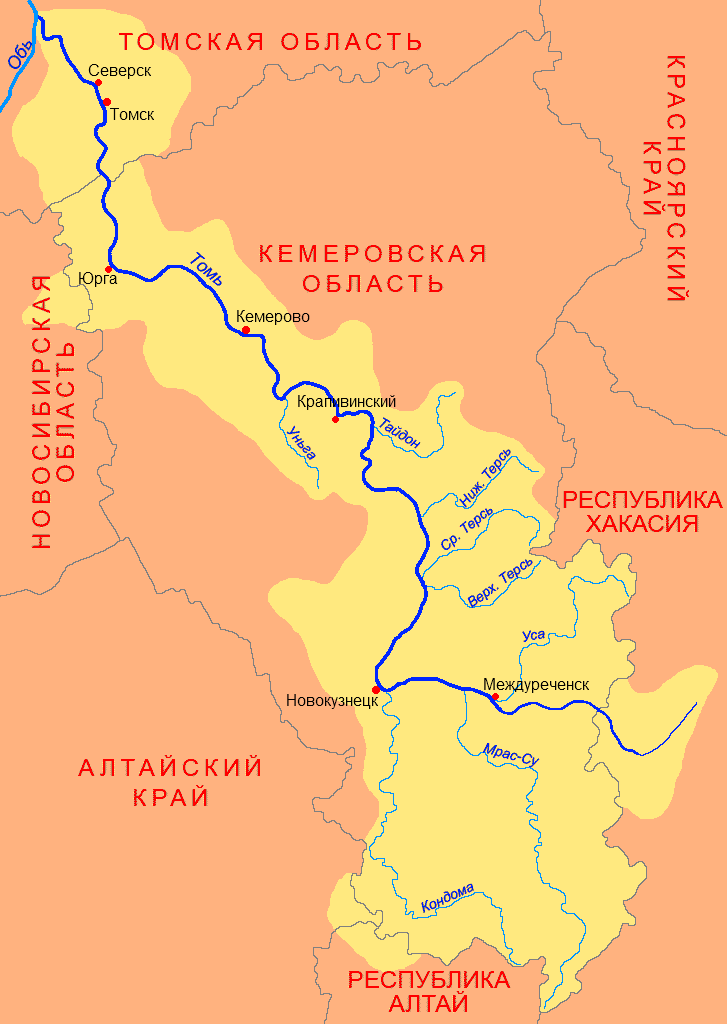
Cours du Mras-Sou dans le bassin de la rivière Tom

Le débit du Mras-Sou a été observé pendant 44 ans (1955-2000) à Myski, petite ville située à 6 kilomètres de son confluent avec le Tom . 
Le débit inter annuel moyen ou module observé à Myski sur cette période était de 155 m3/s pour une surface de drainage observée de 8 790 km2, soit 99,5 % ou la quasi-totalité du bassin versant de la rivière.
La lame d'eau écoulée dans cette partie du bassin atteint ainsi le chiffre de 555 millimètres par an, ce qui peut être considéré comme très élevé dans le contexte du bassin de l'Ob, caractérisé par un écoulement moyen fort modéré. 
Cours d'eau alimenté avant tout par la fonte des neiges, mais aussi par les pluies estivales et automnales, le Mras-Sou a un régime nivo-pluvial. 
Les hautes eaux se déroulent au printemps, d'avril à juin avec un sommet prononcé en mai, ce qui correspond au dégel et à la fonte des neiges. Au mois de juin puis de juillet, le débit baisse fortement, mais il se stabilise par après jusqu'à la fin de l'automne sibérien. On observe même au mois de septembre et surtout d'octobre un net rebond, lié aux précipitations automnales.
Au mois de novembre puis de décembre, le débit de la rivière s'affaisse à nouveau, ce qui constitue l'entrée de la période des basses eaux. Celle-ci a lieu de décembre à mars inclus et correspond aux intenses gelées qui s'abattent sur la Sibérie entière. 
Le débit moyen mensuel observé en février (minimum d'étiage) est de 24,4 m3/s, soit plus ou moins 3,5 % du débit moyen du mois de mai (694 m3/s), ce qui témoigne de l'amplitude importante des variations saisonnières. Ces écarts de débit mensuel peuvent être encore plus marqués selon après les années : sur la durée d'observation de 44 ans, le débit mensuel minimal a été de 8,68 m3/s en février 1983, tandis que le débit mensuel maximal s'élevait à 1 610 m3/s en mai 1969.
En ce qui concerne la période libre de glaces (de mai à octobre inclus), le débit minimal observé a été de 33,6 m3/s en juillet 1986.  